# Dino Manetta
Dino Manetta, all'anagrafe Bernardino Manetta (Monterotondo, 20 aprile 1947 – 5 novembre 2018), è stato un vignettista e animatore italiano.

## Biografia
Ha realizzato un cortometraggio di animazione insieme a Bob Godfrey firmandosi Mane. È considerato l'inventore della "vignetta in diretta", formula con la quale approdò nel programma Domenica in nel 1984 e, in seguito, a Pronto, chi gioca? e Il processo del lunedì.
È stato collaboratore dell'approfondimento Domenica sul tre del TG3, per cui ha inoltre curato la rubrica fissa quotidiana La vignetta di Manetta, nell'edizione delle ore 19:00.
Dal 1992 al 1997 ha illustrato, insieme a Bruno D'Alfonso, il diario scolastico Amico!: dalle strisce umoristiche prodotte in questo contesto è stato poi tratto un libro omonimo.
Ha disegnato le illustrazioni per i manifesti di alcuni film, tra i quali Anni 90, Anni 90 - Parte II, Miracolo Italiano, Le barzellette e Manuale d’amore.
Ha disegnato vignette per il quotidiano L'Unità e realizzato spot per la riscossione del Canone Rai e le campagne elettorali di Partito Socialista Italiano e Partito Comunista Italiano tra gli anni settanta e ottanta.

## Opere
- Ditelo con i fiori, Glénat, 1986
- Dino Manetta e Bruno D'Alfonso, Amico! Le strisce della solidarietà, Fondazione It. Volontariato, 1996, ISBN 9788887154078
- Tre volte vent'anni: autobiografia di un vignettista ma non solo, Edizioni Segni d'autore, 2017, ISBN 9788898529261